# The Kyle & Jackie O Show
The Kyle & Jackie O Show é um programa de rádio australiano apresentado por Kyle Sandilands e Jackie O. Vai ao ar na 2DayFM, estação de rádio de Sydney. Estreou em 16 de Janeiro de 2005.

## Apresentadores
- Andrew Günsberg[4]
- Brian McFadden[4]
- Charli Robinson[5]
- Chris Page[6]
- Daniel "Mandy" Cassin[7]
- Dannii Minogue[8]
- George Houvardas[9]
- Hamish & Andy[7]
- Hugh Sheridan[9]
- Lara Bingle[10]
- Matt Preston[11]
- Mel B[12]
- Pete Timbs[13]
- Sophie Monk[14]

## Contribuidores regulares
Georgina walkerCelebrity Psychic.
Richard ReidHollywood Gossip Reporter.
Pete TimbsTV/Gossip Reporter.
Melissa HoyerFashion/Style Editor.
Matt PrestonCultural Advisor.
John Edward“Crossing Over” Psychic.
Mel BThe X Factor 

## Celebridades convidadas
- Adam Sandler[16]
- Angelina Jolie[17]
- Ben Stiller [18]
- Beyonce[19]
- Brad Pitt[20]
- Cameron Diaz[21]
- Chris Brown[22]
- Chris Rock[23]
- Dannii Minogue[24]
- Dolly Parton[25]

- Dr Phil McGraw[26]
- Eva Longoria[27]
- Flavor Flav[28]
- Hugh Jackman[29]
- Jack Black[30]
- James Franco[31]
- Jay-Z [32]
- Jennifer Aniston[33]
- Jennifer Lopez[34]
- Jessica Alba[33]
- John Travolta[35]
- Jon Bon Jovi[36]
- Josh Duhamel[24]
- Jude Law[37]
- Justin Bieber[38]
- Justin Timberlake[39]
- Kate Hudson[40]
- Katherine Heigl[41]
- Kristen Stewart[42]
- Lady Gaga[43][44]

- Leonardo DiCaprio[45]
- Mark Wahlberg[46]
- Natalie Portman[47]
- Nicole Kidman[48]
- Nicole Scherzinger[49]
- Reese Witherspoon[50]
- Rob Lowe[51]

- Robert Downey Jr [37]
- Robert Pattinson[52]
- Ryan Seacrest[53]
- Sacha Baron Cohen[54]
- Sarah Jessica Parker[55]
- Sir Elton John[56]
- Taylor Swift[57]
- Teri Hatcher[58]
- Will Smith[59]
- Zac Efron[60]